# Alisha Boe
Alisha Boe, født 	Alisha Ilhaan Bø (6. marts 1997) er en norsk somalisk skuespillerinde som er bosat og arbejder i USA. Hun er kendt for sin rolle som Jessica Davis i TV-serien Døde piger lyver ikke.

## Biografi
Alisha Boe blev født i Oslo i 1997, og har en somaliskfødt far og norsk mor. Syv år gammel flyttede hun og moren Vibeke til Los Angeles.
Hun er kendt i USA som Alisha Boe.